# Bombus handlirschi
Bombus handlirschi är en biart som beskrevs av Heinrich Friese 1903. Den ingår i släktet humlor och familjen långtungebin. Inga underarter finns listade.

## Beskrivning
Drottningen har svartbrunt huvud med ljus behåring i ansiktet. Mellankroppen har rödorange behåring, i synnerhet mellan vingbaserna uppblandad med svarta hår. Även benens behring är i huvudsak rödorange. Vingarna är brunfläckiga, och med ett lila skimmer i visssa vinklar. Bakkroppen har även den rödorange päls med vaga, brunaktiga fläckar. Med en längd på omkring 27 mm är drottningen betydligt större än både arbetare och hanar.
Arbetarna har svart huvud, ibland med ljus behåring i ansiktet. Mellankroppen har brungul behåring, liksom benen. Vingarna påminner om drottningens, men är i regel mindre uttalat brunfläckiga. På bakkroppen är behåringen på tergit 1 vanligen rödorange, men den kan även vara nästan rent gul. Tergit 2 till 3 har rödorange till gul behåring med brunsvarta hår inblandade. Behringen på tergit 4 till 6 är även den vanligtvis rödorange, men kan även vara mer eller mindre blekt gulaktig. Kroppslängden är omkring 14 mm.
Hanarna påminner om arbetarna, men några f individer kan i stället ha samma mönster som drottningen. Kroppslängden är omkring 17 mm.

## Ekologi
Arten förekommer i skogar på höjder mellan 1 800 och 3 100 m. Den undviker öppna fält och jordbruksbygder. Humlan flyger från december till tidigt i februari, men hanarna börjar inte uppträda förrän sent i januari. Den föredrar växter med stora, färgrika blommor som gentianaväxter och snyltrotsväxter.

## Utbredning
Utbredningsområdet omfattar Bolivia (departementet La Paz), Ecuador (ett osäkert fynd) , Peru (regionerna Ayacucho, Cuzco, Junín, Amazonas och Puno) samt Venezuela (delstaten Amazonas).

## Bevarandestatus
IUCN klassificerar arten som livskraftig (LC), men konstaterar samtidigt att habitatförlust till följd av skogsavverkning till förmån för jordbruk, och de därmed följande monokulturerna är ett möjligt hot.